# シンガポールのヘリポートの一覧
シンガポールのヘリポートとヘリパッドの一覧。

## ヘリポート
- センバワン空軍基地

## ヘリパッド
- ブラニ海軍基地
- 国防省 本部（2つ）
- タン・テック・セン・ホスピタル
- シンガポール・ジェネラル・ホスピタル
- チャンギ・ジェネラル・ホスピタル